# Секутор
Секутор (лат. secutor — преследователь) — вид древнеримского гладиатора.
Секутора также называли contraretiarius («противник ретиария») или contrarete («против сети»), так как секутор выступал против гладиатора, вооружённого сетью, — ретиария. Секуторы представляли собой разновидность мурмиллонов и были экипированы аналогичными латами и оружием, снабжены большим прямоугольным щитом легионеров и гладиусом.
Их шлем, впрочем, закрывал всё лицо, кроме двух отверстий для глаз, дабы защитить лицо от острого трезубца их соперника:111. Шлем был почти круглый и гладкий, чтобы сеть ретиария не могла зацепиться за него. Из одежды секутор носил набедренную повязку и ремень. О боях ретиария и секутора упоминает впервые Светоний, и в позднюю империю поединки секутора оставались самыми популярными. Император Коммод выступал как секутор.
Тактика секутора диаметрально отличалась от образа действий ретиария. Это практически тот же мурмиллон, но с усовершенствованной техникой нападения. Во время поединка секутор стремился максимально приблизиться к ретиарию, чтобы в ближнем бою воспользоваться преимуществом своего внушительного веса. Ретиарий старался либо опутать противника сетью и повалить его на землю, либо тянуть время и ждать, когда секутор устанет под тяжестью своих доспехов. Чтобы устранить преимущества противника, он стремился к ближнему бою, но предсказать его исход было невозможно. У Светония есть рассказ о том, как при Калигуле «пять гладиаторов-ретиариев в туниках бились против пяти секуторов, поддались без борьбы и уже ждали смерти, как вдруг один из побеждённых схватил свой трезубец и перебил всех победителей».